# Sceloporus mucronatus
Sceloporus mucronatus är en ödleart som beskrevs av  Cope 1885. Sceloporus mucronatus ingår i släktet Sceloporus och familjen Phrynosomatidae. IUCN kategoriserar arten globalt som livskraftig.

## Underarter
Arten delas in i följande underarter:
- S. m. aureolus
- S. m. mucronatus
- S. m. olsoni
- S. m. omiltemanus